# Tatort: Unsterblich schön
Unsterblich schön ist ein Fernsehfilm aus der Krimireihe Tatort. Der vom Bayerischen Rundfunk produzierte Beitrag mit den Ermittlern Batic und Leitmayr wurde am 21. November 2010 im Ersten Programm der ARD erstgesendet.
Die Hauptkommissare haben es mit einem Mord in einem Münchener Spa zu tun und ermitteln in der zerrütteten Familie des Opfers.

## Handlung
Konstanze Schiller, die erfolgreiche und begehrenswerte Besitzerin eines Münchner Schönheits-Tempels, wird tot in einem Schokoladenbad aufgefunden. Dem Ehemann Andreas Lutz wird die Todesnachricht überbracht, und er muss überraschend feststellen, dass seine Frau am Vorabend unbemerkt aus der Wohnung ausgezogen ist, denn ihre Kleiderschränke sind leer.
Die Obduktion ergibt, dass sich das Opfer beim krampfhaften Versuch, die Tür zu öffnen, die Fingernägel abgebrochen hat. Sie muss gewusst haben, dass sie in Todesgefahr gewesen ist, da sie eine hochgradige Allergie unter anderem gegen Erdnüsse hatte. Im Mageninhalt war jedoch nichts dergleichen nachweisbar. Es ist verwunderlich, dass sie sich in ihrem akuten Zustand nicht die Notfallspritze gegeben hat, die sie für den Ernstfall immer dabei hatte. Die Spuren von der Badewanne zur Tür zeigen eindeutig, dass sie den Raum verlassen wollte, es jedoch nicht mehr geschafft hat, die Tür zu öffnen, die der Mörder abgeschlossen haben muss. Überall ist Schokolade, nur nicht am Schlüssel, was darauf hinweist, dass jemand bewusst den Allergieschock herbeigeführt und nachträglich den Schlüssel nach innen gesteckt hat, um es nach einem Unfall aussehen zu lassen.
Batic und Leitmayr ermitteln in der zerrütteten Familie des Opfers, die sich ebenfalls ganz dem Schönheitskult widmet, und für die Schönsein schlicht das Maß aller Dinge ist. Sie erkennen, dass seit vielen Jahren zwischen den Protagonisten Spannungen bestehen. Zudem scheint offensichtlich, dass die Ermordete und ihr Schwager Jürgen Jahn eine Affäre hatten. Das macht Jahns Ehefrau Dorothea verdächtig, zumal sie die Schönheit und Geschäftstüchtigkeit ihrer Schwester nie erreicht hat und sie dafür beneidete. Belastend ist ebenso, dass sich Konstanzes Handy in ihrer Handtasche befindet.
Auch der Ehemann der Toten, der als Männermodel arbeitet und dem Attraktivität und Jugendlichkeit existenziell wichtig sind, wird verdächtigt. Er war 20 Jahre älter als seine Frau und neigte zu Jähzorn. Bei seinen Werbeaufnahmen für Erdnüsse, die er am Abend des Mordes tätigte, trug er einen goldfarbenen Anzug. Den hatte er nachweislich mit nach Hause genommen.
Im Kreuzverhör zusammen mit Dorothea Jahn gibt er zu, nach den Werbeaufnahmen zu seiner Frau ins Spa gegangen zu sein. Telefonisch hatte sie ihm mitgeteilt, sich von ihm trennen zu wollen. Wutentbrannt fuhr er sofort zu ihr, sodass er noch den Anzug trug, in dessen Taschen sich einige Erdnüsse von den Werbeaufnahmen befanden. Die Erdnüsse brachten ihn schließlich auf die Idee, wie er sich an seiner Frau rächen und sie umbringen könnte. Er gab sich Konstanze gegenüber gefasst und abgeklärt, doch in ihm brodelte es. Verständnis heuchelnd gab er ihr im Bad einen Abschiedskuss, nachdem er vorher im Nebenraum ein paar Erdnüsse gegessen hatte. Die Allergene der Erdnüsse in seinem Mund lösten bei ihr kurz darauf einen allergischen Schock aus, ohne Spuren in ihrem Mageninhalt zu hinterlassen. Ehe sie erkannte, was er da tat, hatte Lutz das Bad bereits verlassen und die Tür zugeschlossen. Als sie dann nach ihrem Todeskampf am Boden lag, öffnete er die Tür und steckte den Schlüssel nach innen. Batic und Leitmayr nehmen Lutz fest.

## Rezeption

### Kritiken
„Es wird nicht gerannt und geschossen, es geht nicht um politische Intrigen, Waffenschiebereien, Kindesmissbrauch. Es geht nur um den Wahn der Schönheit – ein gesellschaftliches Thema, das auch auf den Wunsch nach ewiger Jugend zurückzuführen ist, der wiederum eine groteske Oberflächlichkeit in der Bewertung von Menschen ausprägt. Das soll hier die Lehre sein.“

„Die Dialoge haben Wortwitz, die Figuren sind glaubwürdig, die Schauspieler allesamt klasse. Die Kritik am absurden Jugendwahn ist gut verpackt und kommt nicht moralinsauer daher.“

### Einschaltquoten
Die Erstausstrahlung von Unsterblich schön am 21. November 2010 wurde in Deutschland von 9,83 Millionen Zuschauern gesehen und erreichte einen Marktanteil von 26,7 % für Das Erste.